# Aku
Aku (惡) é o décimo quinto álbum de estúdio da banda japonesa de rock e visual kei MUCC, lançado em 10 de junho de 2020 pela Danger Crue. Foi lançado em três edições: a edição regular com dezesseis faixas, a edição limitada com um DVD bônus e a edição limitada ao fã clube com um encarte de quarenta e oito páginas.

## Recepção
Alcançou a sexta posição nas paradas semanais e a primeira posição nas paradas diárias da Oricon Albums Chart.
Três membros do portal Gekirock classificaram Aku como um dos melhores álbuns de 2020. Yuki Sugie, Rika e Yasu classificaram o álbum em 1°, 3° e 7° lugar, respectivamente. Yuki também escolheu o Mucc como o melhor grupo do ano.

## Faixas
| N.º            | Título                                      | Letras            | Música              | Duração |  |
| 1.             | "Aku -Justice-" (惡-JUSTICE-)               | Tatsurou          | Miya                | 3:34    |  |
| 2.             | "Crack"                                     | Miya              | Miya                | 3:16    |  |
| 3.             | "Ameria (Aku Mix)" (アメリア)               | Miya              | Miya                | 6:59    |  |
| 4.             | "Kamikaze Over Drive" (神風 Over Drive)     | Tatsurou          | Satochi             | 2:23    |  |
| 5.             | "Kurage" (海月)                             | Miya              | Tooru Yoshida, Miya | 4:30    |  |
| 6.             | "Friday the 13th"                           | Tatsurou          | Tatsurou, Miya      | 2:59    |  |
| 7.             | "Cobalt"                                    | Miya              | Miya                | 4:16    |  |
| 8.             | "Sandman"                                   | Tatsurou          | Miya, Yukke         | 3:10    |  |
| 9.             | "Memai" (目眩; com Hazuki do lynch.)        | Miya              | Tatsurou, Miya      | 4:12    |  |
| 10.            | "Super Hero" (スーパーヒーロー)             | Tatsurou          | Tatsurou            | 4:30    |  |
| 11.            | "Dead or Alive"                             | Satochi, Tatsurou | Satochi, Miya       | 3:16    |  |
| 12.            | "Jiko Keno" (自己嫌惡)                      | Miya              | Miya                | 6:08    |  |
| 13.            | "Alpha" (アルファ)                          | Miya              | Yukke               | 4:34    |  |
| 14.            | "My World (Aku Mix)"                        | Satochi, Miya     | Satochi, Miya       | 4:56    |  |
| 15.            | "Sei to Shi to Kimi (Aku Mix)" (生と死と君) | Miya              | Miya                | 4:59    |  |
| 16.            | "Spica" (スピカ)                            | Miya              | Miya                | 5:43    |  |
| Duração total: | Duração total:                              | Duração total:    | Duração total:      | 69:00   |  |

| Faixas bônus da edição limitada (DVD) |                                |         |  |
| N.º                                   | Título                         | Duração |  |
| 1.                                    | "Recording of Aku documentary" |         |  |
| 2.                                    | "MUCC Interview"               |         |  |

## Ficha técnica
- Tatsurō (逹瑯) - vocal
- Miya (ミヤ) - guitarra
- Yukke - baixo
- Satochi (SATOち) - bateria

### Músicos adicionais
- Tooru Yoshida (吉田トオル) - teclado